# Герб Марокко
Герб Марокко (согласно законам государства, королевский герб) был введён 14 августа 1957 года. Авторы герба — художники Готье и Эно. Герб представляет собой щит, поддерживаемый двумя львами, стоящими на задних лапах. На щите находится изображение пентаграммы зелёного цвета на красном фоне, над которой — стилизованное изображение восхода солнца над горами Атлас. Щит венчает королевская корона. Девиз, написанный на арабском языке на ленте, гласит: «Если Вы помогаете Богу, он поможет Вам» (араб. إن تنصروا الله ينصركم‎) (Коран, аят 7, сура 47).